# Список награждённых званием «Мать-героиня Российской Федерации»

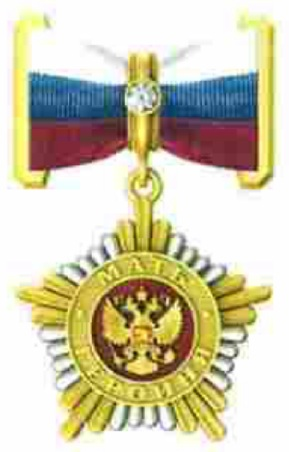
Орден «Мать-героиня»

Мать-героиня Российской Федерации — это высшее звание Российской Федерации, которое присваивается имеющим гражданство России женщинам, родившим и воспитавшим десять и более детей, являющихся гражданами России.
Звание и орден учреждены Указом Президента Российской Федерации от 15 августа 2022 года № 558 «О некоторых вопросах совершенствования государственной наградной системы Российской Федерации».

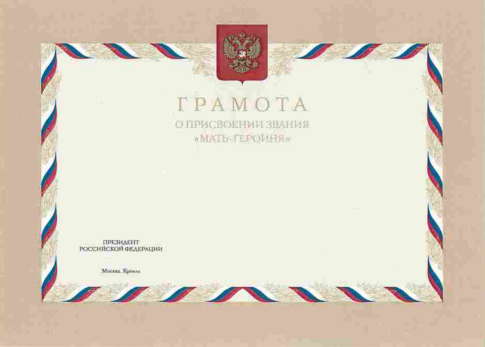
Грамота о присвоении звания «Мать-героиня»

Удостоенным звания женщинам вручается знак особого отличия — орден «Мать-героиня» и Грамота о присвоении звания «Мать-героиня».
В Советском Союзе имелось аналогичное звание «Мать-героиня», которое было установлено в 1944 году, как высшая степень отличия для женщин за заслуги в рождении и воспитании 10 и более детей. По состоянию на 1 января 1995 года орденом «Мать-героиня» награждено приблизительно 431 тысяча женщин.
В настоящем списке представлены в алфавитном порядке Матери-героини Российской Федерации. Список содержит информацию о дате награждения, номере Указа Президента Российской Федерации, количестве детей на момент награждения, субъекте Российской Федерации, где проживала на момент награждения мать-героиня.

## Список награждённых
| Фото | Награждённые                      | Дата указа о награждении | Номер указа | Заслуги                                                                                              | Число детей | Субъект Российской Федерации    | Ссылка |
| ---- | --------------------------------- | ------------------------ | ----------- | --- | ----------- | ------------------------------- | ------ |
|      | Дехтяренко Ольга Ивановна         | 14 ноября 2022 года      | № 816       | За большие заслуги в укреплении института семьи и воспитании детей                                   | 10          | Ямало-Ненецкий автономный округ | [ 4 ]  |
|      | Кадырова Медни Мусаевна           | 14 ноября 2022 года      | № 816       | За большие заслуги в укреплении института семьи и воспитании детей                                   | 14          | Чеченская Республика            | [ 4 ]  |
|      | Ахматова Анджела Хизировна        | 26 ноября 2022 года      | № 858       | За большие заслуги в укреплении института семьи, повышении значимости материнства и воспитании детей | 10          | Кабардино-Балкарская Республика | [ 8 ]  |
|      | Бадмаева Людмила Николаевна       | 26 ноября 2022 года      | № 858       | За большие заслуги в укреплении института семьи, повышении значимости материнства и воспитании детей | 10          | Республика Бурятия              | [ 8 ]  |
|      | Китаева Елена Анатольевна         | 26 ноября 2022 года      | № 858       | За большие заслуги в укреплении института семьи, повышении значимости материнства и воспитании детей | 15          | Алтайский край                  | [ 8 ]  |
|      | Кожеватова Елена Геннадьевна      | 26 ноября 2022 года      | № 858       | За большие заслуги в укреплении института семьи, повышении значимости материнства и воспитании детей | н/д         | Оренбургская область            | [ 8 ]  |
|      | Меньшикова Галина Николаевна      | 26 ноября 2022 года      | № 858       | За большие заслуги в укреплении института семьи, повышении значимости материнства и воспитании детей | н/д         | Волгоградская область           | [ 8 ]  |
|      | Салтыкова Татьяна Сергеевна       | 26 ноября 2022 года      | № 858       | За большие заслуги в укреплении института семьи, повышении значимости материнства и воспитании детей | н/д         | Московская область              | [ 8 ]  |
|      | Скрипко Ирина Борисовна           | 26 ноября 2022 года      | № 858       | За большие заслуги в укреплении института семьи, повышении значимости материнства и воспитании детей | н/д         | Санкт-Петербург                 | [ 8 ]  |
|      | Хайдаршина Альбина Раифовна       | 27 февраля 2023 года     | № 123       | За большие заслуги в укреплении института семьи и воспитании детей                                   | н/д         | Республика Башкортостан         | [ 11 ] |
|      | Стрельникова Ольга Викторовна     | 28 февраля 2023 года     | № 133       | За большие заслуги в укреплении института семьи и воспитании детей                                   | н/д         | Липецкая область                | [ 12 ] |
|      | Безкоровайная Лия Александровна   | 4 сентября 2023 года     | № 651       | За большие заслуги в укреплении института семьи и воспитании детей                                   | н/д         | Ростовская область              | [ 13 ] |
|      | Исайкина Ольга Петровна           | 4 сентября 2023 года     | № 651       | За большие заслуги в укреплении института семьи и воспитании детей                                   | н/д         | Республика Мордовия             | [ 13 ] |
|      | Сатдинова Венера Габдрауфовна     | 4 сентября 2023 года     | № 651       | За большие заслуги в укреплении института семьи и воспитании детей                                   | н/д         | Ульяновская область             | [ 13 ] |
|      | Шарипова Танзила Шакуровна        | 4 сентября 2023 года     | № 651       | За большие заслуги в укреплении института семьи и воспитании детей                                   | н/д         | Республика Башкортостан         | [ 13 ] |
|      | Корнилова Альбина Фанилевна       | 18 сентября 2023 года    | № 684       | За большие заслуги в укреплении института семьи и воспитании детей                                   | н/д         | Республика Башкортостан         | [ 14 ] |
|      | Кудрявцева Мария Николаевна       | 18 сентября 2023 года    | № 684       | За большие заслуги в укреплении института семьи и воспитании детей                                   | н/д         | Чувашская Республика            | [ 14 ] |
|      | Маслова Елена Александровна       | 18 сентября 2023 года    | № 684       | За большие заслуги в укреплении института семьи и воспитании детей                                   | н/д         | Тульская область                | [ 14 ] |
|      | Плотникова Надежда Николаевна     | 18 сентября 2023 года    | № 684       | За большие заслуги в укреплении института семьи и воспитании детей                                   | н/д         | Кировская область               | [ 14 ] |
|      | Стовпивская Валентина Анатольевна | 18 сентября 2023 года    | № 684       | За большие заслуги в укреплении института семьи и воспитании детей                                   | 13          | Воронежская область             | [ 14 ] |
|      | Селищева Татьяна Ивановна         | 3 октября 2023 года      | № 740       | За большие заслуги в укреплении института семьи и воспитании детей                                   | н/д         | Чувашская Республика            | [ 15 ] |
|      | Фелонюк Елена Николаевна          | 3 октября 2023 года      | № 740       | За большие заслуги в укреплении института семьи и воспитании детей                                   | 11          | Воронежская область             | [ 15 ] |
|      | Галиева Наила Абубакеровна        | 23 октября 2023 года     | № 797       | За большие заслуги в укреплении института семьи и воспитании детей                                   | н/д         | Республика Татарстан            | [ 16 ] |
|      | Даудова Асет Мовланевна           | 23 октября 2023 года     | № 797       | За большие заслуги в укреплении института семьи и воспитании детей                                   | н/д         | Чеченская Республика            | [ 16 ] |
|      | Пытькова Анна Николаевна          | 23 октября 2023 года     | № 797       | За большие заслуги в укреплении института семьи и воспитании детей                                   | н/д         | Вологодская область             | [ 16 ] |
|      | Рудченко Ольга Евгеньевна         | 23 октября 2023 года     | № 797       | За большие заслуги в укреплении института семьи и воспитании детей                                   | н/д         | Калужская область               | [ 16 ] |
|      | Струева Татьяна Александровна     | 23 октября 2023 года     | № 797       | За большие заслуги в укреплении института семьи и воспитании детей                                   | н/д         | Липецкая область                | [ 16 ] |
|      | Юдинцева Татьяна Владимировна     | 23 октября 2023 года     | № 797       | За большие заслуги в укреплении института семьи и воспитании детей                                   | н/д         | Республика Саха (Якутия)        | [ 16 ] |
|      | Бабенко Елена Анатольевна         | 8 ноября 2023 года       | № 825       | За большие заслуги в укреплении института семьи и воспитании детей                                   | н/д         | Республика Калмыкия             | [ 17 ] |
|      | Баскакова Татьяна Владимировна    | 8 ноября 2023 года       | № 825       | За большие заслуги в укреплении института семьи и воспитании детей                                   | н/д         | Липецкая область                | [ 17 ] |
|      | Верпаковская Ольга Владимировна   | 8 ноября 2023 года       | № 825       | За большие заслуги в укреплении института семьи и воспитании детей                                   | н/д         | Тверская область                | [ 17 ] |
|      | Курманаева Гульназ Фаиловна       | 8 ноября 2023 года       | № 825       | За большие заслуги в укреплении института семьи и воспитании детей                                   | н/д         | Республика Башкортостан         | [ 17 ] |
|      | Медведева Любовь Геннадьевна      | 8 ноября 2023 года       | № 825       | За большие заслуги в укреплении института семьи и воспитании детей                                   | н/д         | Томская область                 | [ 17 ] |
|      | Сафина Рауза Габдрауфовна         | 8 ноября 2023 года       | № 825       | За большие заслуги в укреплении института семьи и воспитании детей                                   | н/д         | Республика Башкортостан         | [ 17 ] |
|      | Столярова Валентина Николаевна    | 8 ноября 2023 года       | № 825       | За большие заслуги в укреплении института семьи и воспитании детей                                   | н/д         | Воронежская область             | [ 17 ] |
|      | Волга Ирина Александровна         | 4 декабря 2023 года      | № 919       | За большие заслуги в укреплении института семьи и воспитании детей                                   | н/д         | Донецкая Народная Республика    | [ 18 ] |
|      | Голина Марина Константиновна      | 4 декабря 2023 года      | № 919       | За большие заслуги в укреплении института семьи и воспитании детей                                   | н/д         | Донецкая Народная Республика    | [ 18 ] |
|      | Гамм Мария Владимировна           | 21 декабря 2023 года     | № 977       | За большие заслуги в укреплении института семьи и воспитании детей                                   | н/д         | Тюменская область               | [ 19 ] |
|      | Зелепукина Ольга Васильевна       | 21 декабря 2023 года     | № 977       | За большие заслуги в укреплении института семьи и воспитании детей                                   | н/д         | Саратовская область             | [ 19 ] |
|      | Морозова Ирина Викторовна         | 21 декабря 2023 года     | № 977       | За большие заслуги в укреплении института семьи и воспитании детей                                   | н/д         | Луганская Народная Республика   | [ 19 ] |
|      | Мулялина Вера Владимировна        | 21 декабря 2023 года     | № 977       | За большие заслуги в укреплении института семьи и воспитании детей                                   | н/д         | Самарская область               | [ 19 ] |
|      | Сайбель Марина Васильевна         | 21 декабря 2023 года     | № 977       | За большие заслуги в укреплении института семьи и воспитании детей                                   | н/д         | Чувашская Республика            | [ 19 ] |
|      | Солодовникова Елена Викторовна    | 21 декабря 2023 года     | № 977       | За большие заслуги в укреплении института семьи и воспитании детей                                   | н/д         | Краснодарский край              | [ 19 ] |
|      | Судакова Жанна Михайловна         | 21 декабря 2023 года     | № 977       | За большие заслуги в укреплении института семьи и воспитании детей                                   | н/д         | Самарская область               | [ 19 ] |
|      | Теплых Оксана Александровна       | 21 декабря 2023 года     | № 977       | За большие заслуги в укреплении института семьи и воспитании детей                                   | н/д         | Луганская Народная Республика   | [ 19 ] |
|      | Кравцова Ольга Владимировна       | 3 января 2024 года       | № 3         | За большие заслуги в укреплении института семьи и воспитании детей                                   | 18          | Ленинградская область           | [ 20 ] |
|      | Мацепуро Ольга Владимировна       | 3 января 2024 года       | № 3         | За большие заслуги в укреплении института семьи и воспитании детей                                   | н/д         | Новосибирская область           | [ 20 ] |
|      | Чухонцева Ирина Юрьевна           | 3 января 2024 года       | № 3         | За большие заслуги в укреплении института семьи и воспитании детей                                   | н/д         | Челябинская область             | [ 20 ] |
|      | Абакумова Ирина Алексеевна        | 8 февраля 2024 года      | № 108       | За большие заслуги в укреплении института семьи и воспитании детей                                   | н/д         | Воронежская область             | [ 21 ] |
|      | Бурамбаева Наталья Ивановна       | 15 февраля 2024 года     | № 113       | За большие заслуги в укреплении института семьи и воспитании детей                                   | н/д         | Курская область                 | [ 22 ] |
|      | Зотова Екатерина Николаевна       | 15 февраля 2024 года     | № 113       | За большие заслуги в укреплении института семьи и воспитании детей                                   | н/д         | Московская область              | [ 22 ] |
|      | Стрелюк Ольга Павловна            | 15 февраля 2024 года     | № 113       | За большие заслуги в укреплении института семьи и воспитании детей                                   | н/д         | Кемеровская область - Кузбасс   | [ 22 ] |
|      | Чумакова Валентина Петровна       | 1 марта 2024 года        | № 149       | За большие заслуги в укреплении института семьи и воспитании детей                                   | н/д         | Курская область                 | [ 23 ] |
|      | Васильева Наталия Леонидовна      | 14 марта 2024 года       | № 187       | За большие заслуги в укреплении института семьи и воспитании детей                                   | н/д         | Республика Марий Эл             | [ 24 ] |
|      | Павлова Лариса Леонидовна         | 14 марта 2024 года       | № 187       | За большие заслуги в укреплении института семьи и воспитании детей                                   | н/д         | Чувашская Республика            | [ 24 ] |
|      | Лапсуй Ольга Николаевна           | 24 июня 2025 года        | № 409       | За большие заслуги в укреплении института семьи и воспитании детей                                   | н/д         | Ямало-Ненецкий АО               | [ 25 ] |